# Romeosaurus
Romeosaurus es un género extinto de mosasáurido yaguasaurino que vivió a principios del Cretácico Superior en el litotipo "Lastame" (entre principios del Turoniense a principios del Santoniense) en el norte de Italia. Abarca a dos especies.

## Descripción
Este animal es conocido a partir de algunos restos fósiles encontrados en el Véneto, en las localidades fosilíferas de Fumane y de Monte Loffa. Romeosaurus era un mosasáurido de dimensiones medianas, comparables a las de Clidastes, y no debía de superar los 3 metros de longitud. Como todos los mosasáuridos, Romeosaurus tenía un cuerpo fusiforme y con sus cuatro extremidades adaptadas a la natación.
Los fósiles encontrados son atribuibles a dos especies diferentes, distinguibles por ciertas características del cráneo. La especie tipo es Romeosaurus fumanensis, conocida de cuatro ejemplares incompletos, pero suficientes para reconstruir su aspecto. R. fumanensis poseía un cráneo relativamente delgado, con unos 15 dientes muy recurvados presentes de cada lado de los maxilares. Los dientes presentaban una sección subcircular y con dos carenas anteriores y posteriores apenas desarrolladas.

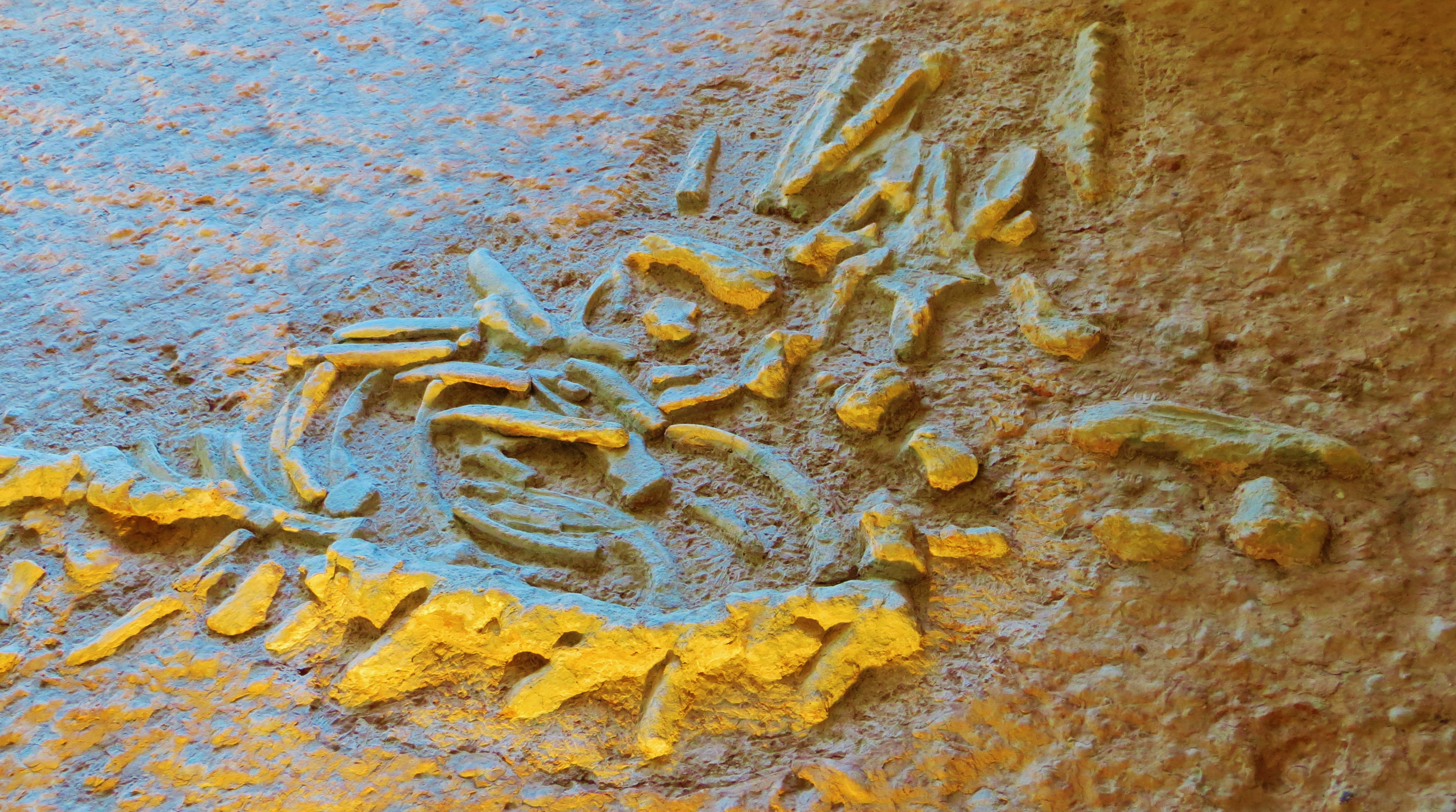
Esqueleto de R. fumanensis.

La corona dental de los dientes maxilares eran lisas, sin presentar algún tipo de ornamentación en su esmalte. La especie R. sorbinii es conocida por un único espécimen, y se diferencia de la anterior por la forma diferente del hueso frontal, por el número menor de dientes en el maxilar (13) y por la presencia de ornamentación en el esmalte dental.

## Clasificación
Romeosaurus fue descrito por primera vez en 2013, basándose en los restos fósiles encontrados en algunas cuevas entre el Monte Loffa y el pueblo de Fumane, en el Monti Lessini. El análisis filogenético efectuado por sus descriptores (Palci et al., 2013) indica que Romeosaurus es considerado como un pariente cercano de Russellosaurus, un mosasauroide norteamericano; asimismo está relacionado con un género suramericano, Yaguarasaurus, representando estos una subfamilia de mosasáuridos primitivos que fue denominada como Yaguarasaurinae, afín a otro grupo primitivo, la subfamilia Tethysaurinae (conformada por Tethysaurus y Pannoniasaurus).

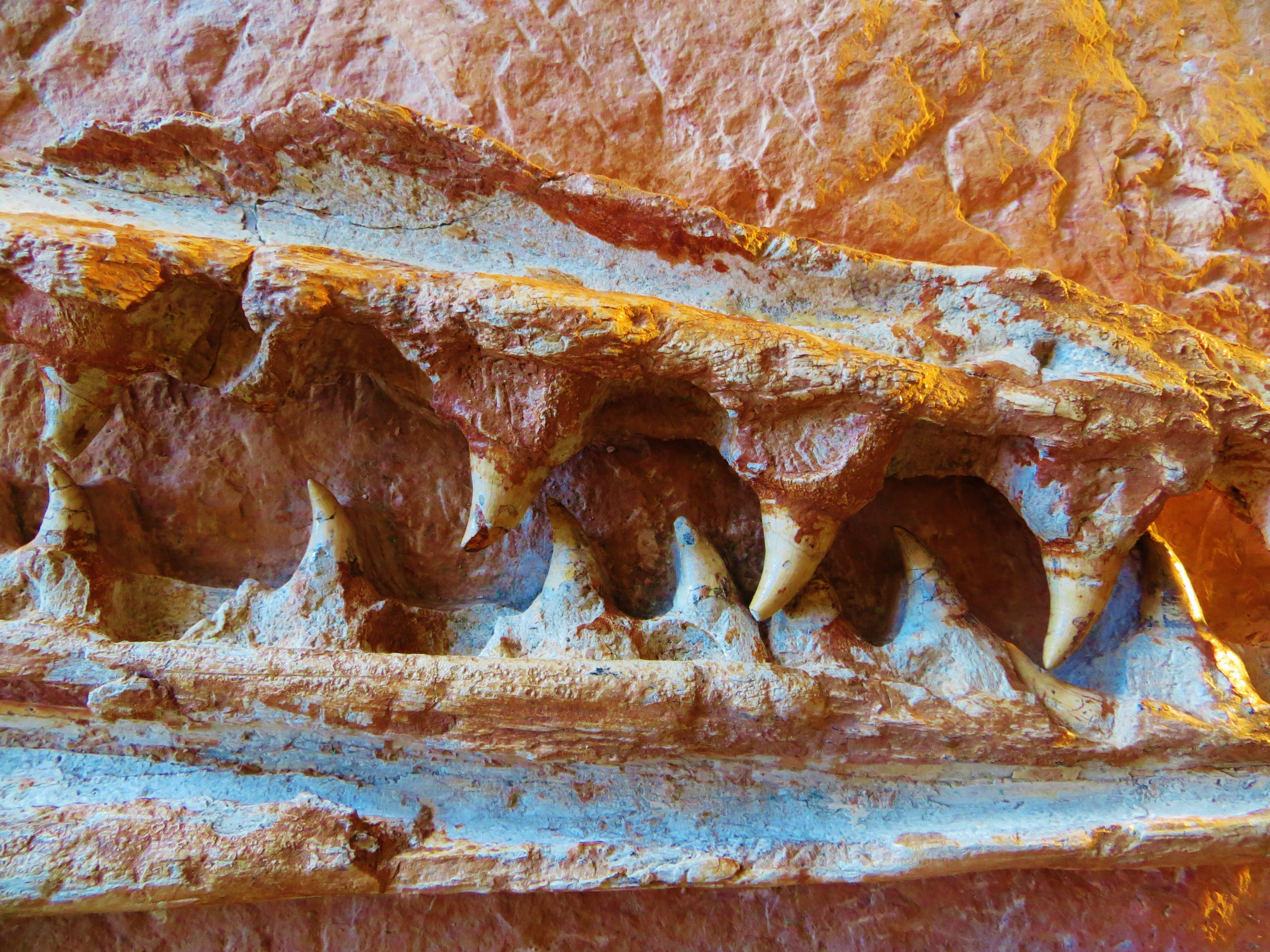
Detalle de la dentadura de Romeosaurus fumanensis.

El clado formado por estas dos subfamilias era vecino de otra agrupación, formada por las subfamilias más avanzadas de los tilosaurinos (Tylosaurinae) y los plioplatecarpinos (Plioplatecarpinae). Romeosaurus poseía una característica que lo diferenciaba de Russellosaurus, Tethysaurus y Pannoniasaurus: la presencia de un rostro predental en la mandíbula.
El estudio de Palci et al. también ha reforzado la hipótesis según la cual, dentro del grupo de los mosasáuridos, la evolución de las patas hacia estructuras similares a las aletas ocurrió dos veces: por un lado, en el gran clado que consiste de los tetisaurinos, yaguarasaurinos y plioplatecarpinos, los miembros más basales (por ejemplo, Tethysaurus y Pannoniasaurus) poseían lo que se conoce como una condición plesiopedal, en la cual las patas todavía tenían una conformación adecuada para la locomoción terrestre y plesiopélvica (todavía estaba presente el sacro); por otro lado, en el clado compuesto por los mosasaurinos, halisaurinos y el género Dallasaurus, que también estaba equipado con una condición plesiopedal. La condición hidropedal (patas en forma de aletas) e hidropélvica (en la que ya no hay una conexión estable entre los huesos ilíaco y sacro) luego se desarrolló independientemente en los dos linajes. También es posible que incluso los yaguarasaurinos y halisaurinos hayan evolucionado independientemente las aletas, pero esto no está claro debido a los vacíos del registro fósil para estos grupos.

## Paleobiología
Los fósiles de Romeosaurus se han recuperado en la formación geológica de Scaglia Rossa Veneta, y más precisamente en la litozona conocida como "Lastame", que se supone que fue una zona de mar abierto durante el Cretácico Superior. Esto se ha comprobado con los hallazgos de numerosos vertebrados marinos (como los tiburones Cretoxyrhina y Ptychodus, y la tortuga Protosphargis), así como de ammonites y de foraminíferos planctónicos.

## Etimología
El nombre del género Romeosaurus hace referencia a Romeo, el personaje ideado por William Shakespeare que residía en Verona, la ciudad cercana a las localidades de donde se extrajeron los fósiles. El nombre de la especie fumanensis se da por su relación con el pueblo de Fumane, mientras que el nombre de la otra especie, sorbinii honra a Lorenzo Sorbini, paleontólogo y curador del Museo de Historia Naturale de Verona.